# Elección de compromisarios para la elección del presidente de la República Española (1936)
La única elección de compromisarios que, junto con los diputados, debían elegir al presidente de la Segunda República española tuvo lugar el 26 de abril de 1936. La elección del presidente de la República, que se realizaba mediante un método indirecto, la llevaba a cabo una asamblea mixta compuesta por los diputados a Cortes y un número igual de compromisarios, elegidos al efecto, que se reunió el 10 de mayo y eligió por abrumadora mayoría al único candidato, propuesto por el Frente Popular, Manuel Azaña, que hasta entonces era el presidente del Consejo de Ministros.

## Legislación

### Elección del presidente de la República
Según lo dispuesto en el artículo 68 de la Constitución de 1931, en relación con el 121, el presidente de la República debía ser elegido conjuntamente por las Cortes y por un número de compromisarios igual al de diputados.
| El presidente de la República será elegido conjuntamente por las Cortes y un número de compromisarios igual al de Diputados. Los compromisarios serán elegidos por sufragio universal, igual, directo y secreto, conforme al procedimiento que determine la ley [..] — Artículo 68 de la Constitución de la República Española |

Durante los debates constitucionales, se había abordado el modo de elegir al presidente de la República. En el anteproyecto inicial, redactado por la Comisión Jurídica Asesora presidida por Ángel Ossorio y Gallardo, que incluía la existencia de dos cámaras, Congreso y Senado, se proponía que el presidente fuese elegido por ambas reunidas en Asamblea Nacional (se seguía así el procedimiento de la Tercera República Francesa). Sin embargo, tras la entrega del anteproyecto a las Cortes, se formó una comisión parlamentaria bajo la presidencia de Luis Jiménez de Asúa, que eliminó la cámara alta, encomendando la elección del presidente al sufragio universal y directo, en línea con lo establecido en la república de Weimar. El proyecto de la comisión parlamentaria impedía casi totalmente al presidente la disolución de las Cortes, del mismo modo que estas tampoco tenían grandes posibilidades para destituirle.  Este procedimiento era apoyado por radicales y radicalsocialistas. Acción Republicana y Esquerra Republicana de Catalunya se oponían y propusieron que el presidente fuese elegido por los diputados y por unos compromisarios elegidos por los municipios. Según el diputado de Acción Republicana Mariano Ruiz-Funes, el procedimiento así sería menos democrático pero menos demagógico. La propuesta fue derrotada. Al final, una propuesta de Acción Republicana, Esquerra, el PSOE y los progresistas presentada el 29 de octubre llevó a otro mecanismo indirecto mediante el que los diputados y unos compromisarios elegidos por sufragio universal y directo elegidos con este único propósito se encargaban de llevar a cabo esta elección. Según Gabriel Franco, diputado de Acción Republicana, este procedimiento debía permitir que el presidente no fuese esclavo del Congreso y, por tanto, de los partidos políticos, al tiempo que amortiguaba la posibilidad de que el voto popular llevase incluso a la restauración de la monarquía.
Sin embargo, la elección del primer presidente de la República fue responsabilidad de las Cortes constituyentes solas, tal como estableció la disposición transitoria primera de la Constitución, sin intervención de compromisarios. El elegido fue Niceto Alcalá Zamora, presidente del comité revolucionario y del primer gobierno provisional de la República.
La elección de compromisarios se reguló posteriormente mediante una ley promulgada el 1 de julio de 1932. Según esta ley, solo podían ser candidatos aquellos que contasen con el respaldo de la décima parte de los concejales o de la vigésima parte de los electores de la circunscripción. También establecía que entre la convocatoria y la celebración de las elecciones debería transcurrir un tiempo no inferior a sesenta ni superior a setenta días. Celebradas las elecciones, entre 30 y 40 días era el plazo para que la asamblea conjunta de diputados y compromisarios eligiese al nuevo presidente.

### Destitución del presidente de la República
El presidente de la República podía ser destituido por las Cortes siguiendo dos procedimientos diferentes, según lo establecido por la Constitución de 1931.
De acuerdo con el artículo 81 las Cortes podían destituir al presidente cuando este hubiese convocado elecciones a Cortes dos veces durante su mandato. Si esto ocurría, las Cortes recién elegidas tenían que abordar, como primer acto de su existencia, la pertinencia de la  disolución de las anteriores Cortes. Si estas nuevas Cortes declaraban por mayoría absoluta que la segunda convocatoria no había sido necesaria, entonces el presidente quedaba automáticamente destituido, en cuyo caso debían convocarse elecciones a compromisarios. Estos, junto con los diputados, debían elegir al nuevo presidente.
Existía una segunda posibilidad de destituir al presidente, según lo dispuesto en el artículo 82. Este procedimiento podía ser ejecutado en cualquier momento y ofrecía la posibilidad de destituir al presidente si tres quintas partes de los diputados a Cortes así lo requerían. En ese caso, el presidente quedaba inhabilitado y se convocaban elecciones a compromisarios. Éstos, junto con los diputados, debían confirmar la destitución del presidente. Si no lo hacían, el presidente recuperaba sus funciones. En caso contrario, diputados y compromisarios elegían al presidente de la misma forma que según lo dispuesto en el artículo 81.

## Antecedentes

### La destitución de Alcalá Zamora
Tanto derecha como izquierda habían cargado contra el presidente Alcalá Zamora durante la campaña electoral de las elecciones de febrero de 1936. La CEDA por estar convencidos de que Alcalá Zamora les había hurtado el control de gobierno cuando, tras el desgaste de los radicales, iban a hacerse con él (Gil Robles declaró abiertamente que, de ganar las elecciones, seguirían los procedimientos previstos en la Constitución para destituirle). La izquierda por considerar que la convocatoria de elecciones se había producido demasiado tarde. Por su parte, la estrategia intervencionista del presidente de la República y su fallido intento de consolidar una opción de centro le habían llevado a enemistarse con casi todos los dirigentes del arco político.
Tras la subida al poder del gobierno Azaña en febrero de 1936, Alcalá Zamora se había enfrentado en varias ocasiones con Azaña considerando erróneas y partidistas las acciones del gobierno. Según Alcalá Zamora, gracias al estado de alarma (decretado por el anterior gobierno dirigido por Joaquín Chapaprieta, y mantenido por el de Azaña) y la suspensión parcial de las garantías constitucionales, se había producido un clima de «desorden tolerado por el gobierno y favorecido por la suspensión de garantías constitucionales». La tensión entre gobierno y presidente de la República no había disminuido, aunque cuando el 31 de marzo Chapaprieta le sugirió al presidente que produjese una crisis de gobierno y pidiese a otro político republicano distinto de Azaña que formase un gobierno más moderado, asegurándole que contaría con el apoyo del ejército, Alcalá Zamora se negó, pensando que tal hecho acercaría al país a la guerra civil.
Sin embargo, Alcalá Zamora volvió a mostrar su radical disconformidad con la acción de gobierno en el consejo de ministros al que asistió el 1 de abril. Así las cosas, al producirse la primera sesión ordinaria de las Cortes, el 3 de abril, los partidos del Frente Popular y del Front d'Esquerres habían tomado la decisión de destituir al presidente, pero, considerando complicada la posibilidad de hacerlo mediante el artículo 82 (que requería una mayoría de tres quintos), siguieron, a iniciativa de Indalecio Prieto, la vía del 81. Prieto quería un hombre fuerte en la Presidencia de la República y consideró que Azaña era el único plausible, y ambos consideraron que la salida de Azaña como jefe del gobierno solo tenía sentido si Prieto ocupaba su puesto. Consideraban que juntos podían mantener un proyecto de reformas que satisficiera las aspiraciones de la mayoría de la Cámara al tiempo que contrarrestaban la desestabilización proveniente de ambos extremos del arco político.
Prieto presentó una petición a la Mesa del Congreso, firmada por diputados socialistas, comunistas y de la Esquerra Republicana de Cataluña, el 3 de abril de 1936, fecha de la constitución del nuevo Congreso. En dicha petición se argumentaba que la disolución de las Cortes Constituyentes en 1933 (más de dos años después de la aprobación de la Constitución) se había hecho no mediante una decisión de las propias Cortes sino por decreto presidencial, por lo que se trataba de una disolución ordinaria. Junto con la de enero de 1936, que había sido insistentemente pedida por la izquierda (la cual había conseguido la mayoría gracias a la convocatoria electoral de febrero), se cumplía la existencia de las dos convocatorias que el artículo 81 consideraba. Aunque líderes del centro y la derecha sostuvieron que el asunto era complejo desde el punto de vista constitucional y que lo más indicado sería consultar primero con el Tribunal de Garantías Constitucionales (la CEDA se había dado cuenta de que la destitución del presidente solo serviría para aumentar el poder de la izquierda), la propuesta de Indalecio Prieto fue aprobada, recibiendo 182 votos a favor y 88 en contra, con abstenciones de monárquicos y centristas. El gobierno se había ausentado de la votación. El debate definitivo fue fijado para el 7 de abril de 1936.
El grado de involucración de Azaña en el proceso de destitución de Alcalá Zamora no es unánime. Mientras que Santos Juliá sostiene que la petición presentada por Prieto ante la cámara el 3 de abril había sido redactada por Azaña y debatida por este en el Consejo de Ministros antes de pasársela a Prieto, Stanley G. Payne indica que Azaña tardó, tras el 3 de abril, tres días en decidirse a apoyar el proyecto. Trascurrido ese tiempo, Azaña mostró su conformidad con la destitución («Me dije que no podía cargar con la responsabilidad de dejar en la presidencia de la República a su mayor enemigo»), lo que selló la suerte del presidente.
El día 7 las Cortes votaron la destitución de Alcalá Zamora. El argumento esgrimido por Prieto fue que la disolución de enero de 1936 había sido innecesaria, por tardía y porque, cuando se llevó finalmente a cabo, fue con la intención de manipular el resultado de las subsecuentes elecciones (para las que Alcalá Zamora había patrocinado la creación de un partido de centro, el Partido del Centro Democrático, liderado por el presidente del gobierno, Manuel Portela Valladares, que pudiese liderar una nueva mayoría moderada, con escaso éxito). En el debate, Prieto esgrimió las abundantes proclamas de José María Gil-Robles durante la anterior campaña electoral afirmando que la disolución había sido injustificada. Nadie apoyó al presidente, si bien algunos líderes de centro y de derecha solicitaron la aplicación del artículo 82 o el análisis de la cuestión por parte del Tribunal de Garantías Constitucionales. Finalmente, las derechas (CEDA, Renovación Española, tradicionalistas, Lliga Catalana, agrarios), así como varios centristas, abandonaron la cámara durante la votación y, de los 243 diputados presentes, por 238 votos favorables contra 5, el jefe del Estado fue destituido por las Cortes. Aparte de los partidos del Frente Popular, apoyaron la destitución de Alcalá Zamora los federales y el Partido Nacionalista Vasco. Los cinco diputados que votaron en contra eran centristas del partido de Portela. Alcalá Zamora describió en sus memorias su destitución como un «golpe de Estado parlamentario», negando que la disolución de las Cortes Constituyentes debiera computar como una de las dos disoluciones ordinarias a las que se refería el artículo 81. Con Alcalá Zamora destituido, el presidente de las Cortes, el líder de Unión Republicana Diego Martínez Barrio, quedó como presidente interino hasta que, tras la elección de los compromisarios, pudiese elegirse un nuevo presidente de la República. El día 9, el gobierno decretó la convocatoria de elecciones.

### Regulación de la elección de compromisarios
La ley de 1932 establecía requisitos bastante exigentes para poder ser proclamado candidato, lo que produjo el rechazo de las derechas, que argumentaron que tras la victoria del Frente Popular en febrero, muchos ayuntamientos habían sido sustituidos por gestoras que carecían de integrantes no pertenecientes al Frente Popular, lo que hacía inviable la presentación de candidaturas de otros partidos. Ante estas protestas, la constatación de que los plazos eran muy cortos y el deseo de reducir al máximo el periodo en el que la República tenía un presidente interino, los días 12 y 13 de abril sendos decretos gubernamentales simplificaron las disposiciones, quedando el procedimiento de la siguiente forma:
1. Las elecciones se fijaban para el 26 de abril, reduciendo el plazo inicialmente previsto de entre sesenta y setenta días a diecisiete. El periodo de tiempo entre las elecciones y la elección del presidente se reducía también, a catorce días, fijándose la reunión de la asamblea conjunta para el 10 de mayo.
2. Podían ser candidatos no solo aquellas personas que fuesen propuestas por la vigésima parte del electorado, como establecía la ley de 1932 y el decreto del día 9, sino también por dos diputados o exdiputados elegidos en la circunscripción de la que se tratase, tres diputados o exdiputados provinciales o por diez concejales de elección popular en la circunscripción.[21]
3. El 23 de abril se constituirían en cada circunscripción las juntas provinciales del censo (administraciones electorales) ante las cuales se presentarían los candidatos y que los proclamarían si cumplían las condiciones expresadas en el punto anterior.
4. El escrutinio se llevaría a cabo cuatro días después de las elecciones, el 30 de abril, sin que pudiese durar más de 48 horas.
5. La revisión de los resultados era responsabilidad del Tribunal de Garantías Constitucionales. Una vez realizado el escrutinio, los candidatos tenían hasta el 3 de mayo para hacer llegar al tribunal sus certificaciones, el cual tenía hasta el día 8 para examinarlas, proclamar a los candidatos si el examen era positivo y expedir las credenciales necesarias para que asistieran a la reunión conjunta de diputados y compromisarios que se celebraría el día 10.
6. Se eliminaba el procedimiento de segunda vuelta contemplado para las elecciones a diputados (que el decreto del día 9 establecía para el 3 de mayo), de forma que eran proclamados compromisarios los candidatos que obtuvieran mayoría de votos (sí se mantenía la proporción entre mayorías y minorías).

### Estado de la opinión pública
El diario El Sol, además de señalar la trascendencia del proceso electoral, describió algunos de los inconvenientes que presentaba: a) podía originar una mayoría diferente a la parlamentaria, con lo que el Congreso quedaría deslegitimado; b) los procesos electorales de este ámbito traían indefectiblemente asociados una gran agitación social; c) lo efímero de la condición de compromisario mermaba el atractivo para personalidades relevantes de la vida pública; y d) la abundancia de elecciones (las parlamentarias de febrero, las repeticiones que habían de llevarse a cabo en mayo, las finalmente no celebradas municipales, las de compromisarios) podían producir la apatía de los electores.
La situación política era, en todo caso, complicada. El gobierno, presidido por Manuel Azaña en el momento de la destitución de Alcalá Zamora y formado exclusivamente por partidos republicanos, se enfrentaba a la hostilidad de los sectores más radicales de los partidos marxistas del Frente Popular, con los caballeristas del PSOE atacando al propio Azaña. Por su parte, Gil-Robles, líder de la CEDA se había visto sustituido, en la práctica, como líder de la derecha parlamentaria, por el monárquico autoritario Calvo Sotelo. Los militantes de la Falange aumentaban, en tanto que un diputado elegido como socialista se pasaba al Partido Comunista y dos de la CEDA a Renovación Española. Poco después de las elecciones de febrero, Miguel Maura, líder del Partido Republicano Conservador, había pedido la instauración, sin éxito, de una «dictadura nacional republicana» para salvar al régimen de los extremismos.

## Las elecciones a compromisarios

### Candidaturas
Aunque inicialmente no había definido su postura (con influyentes medios próximos al partido, como El Debate pidiendo la participación), la CEDA decidió finalmente en su consejo nacional del 16 de abril boicotear las elecciones, no presentando candidatos y llamando a la abstención. Eso aunque los decretos del 13 y 14 de abril, simplificando los requisitos para crear candidaturas, habían sido relajados debidos a las protestas de la CEDA. Las razones que apuntaron fueron la situación de deterioro del orden público que, a su juicio, existía, y los resultados de las deliberaciones de la Comisión de Actas de las Cortes sobre los resultados de las elecciones de febrero, que habían dispuesto la anulación de algunas mesas en la provincia de Cuenca (lo que hizo que el candidato más votado no hubiera alcanzado el 40% de los votos y hubiese que ir, por tanto, a una segunda vuelta), y la anulación de toda la votación en la provincia de Granada (lo que precisó obligatoriamente también una segunda vuelta). A pesar de ello, destacados dirigentes del partido, como Luis Lucia, de la Derecha Regional Valenciana, protestaron por la postura abstencionista de la CEDA. Contemporáneamente, líderes socialistas como Indalecio Prieto acusaron a la CEDA de pretender dividir al Frente Popular ante la ausencia de candidato competidor al del Frente, algo que fue negado por Gil Robles. Medios republicanos acusaron a la CEDA de pretender deslegitimar al futuro presidente de la República.
| El Partido Republicano Conservador, manteniendo con la inalterable serenidad, y cada día con más encendido fervor, sus ideales de pacificación social y de concordia política entre los ciudadanos españoles para la reorganización y defensa del Estado, interviene en la elección Presidencial, ofreciendo a los hombres reflexivos y moderados una nueva oportunidad para que expresen, por medio del sufragio, su identificación o su simpatía con aquellos principios fundamentales de su doctrina. Aceptamos también de nuevo el aislamiento a que nos someten las circunstancias políticas actuales. Pero estimarnos como un deber inexcusable, en los presentes momentos, acudir a la lucha para ofrecer el supremo esfuerzo a las clases conservadoras, la ocasión de demostrar su vitalidad y tratar de restablecer aquellos principios base de nuestra ideología, que se concretan en imprescindibles normas de convivencia. Nuestra candidatura quiere tener el significado y la trascendencia dé una apelación y llamamiento, no todavía desesperado, a los electores de buena voluntad que quieran expresar con su voto la decepción de su ánimo, para oponerse, con el ejercicio normal y resuelto de los derechos ciudadanos, a la coacción y al atropello y violencia, sean cualesquiera su finalidad y su signo, siempre ilícitos cuando se pretendan imponer por la fuerza. La candidatura a compromisarios del Partido Republicano Conservador aspira a que en la elección Presidencial no esté ausente ésa ciudadanía que en el campo y en la ciudad se siente oprimida y maltratada en su economía y en su personalidad, por quiénes con desatinado ímpetu vienen alterando la paz de la República. — Madrid, 23 de abril de 1936. — El Partido Republicano Conservador. |

Aunque de forma no unánime, tampoco presentaron candidatos a las elecciones los tradicionalistas, los agrarios, el monárquico Bloque Nacional,  o el Partido Nacionalista Vasco (que sin embargo había apoyado al Frente Popular en la elección parlamentaria de destitución de Alcalá Zamora). Tampoco los radicales, que no dieron su apoyo a ninguna candidatura para no exacerbar «las dificultades con que viene luchando la República», pidiendo que, en todo caso, los candidatos fuesen «definida y claramente republicanos». No obstante el boicot no fue completo: las derechas antirrepublicanas sí presentaron una candidatura conjunta en Navarra, si bien con un sentido más local relacionado con las pretensiones de los partidos del Frente Popular de constituir una gestora que se hiciera cargo de la diputación foral. Por otro lado, algunos partidos de oposición de derechas, como el Partido Republicano Conservador de Miguel Maura o la Lliga Catalana, así como los agrarios en algunas provincias (ya que sus comités provinciales habían recibido libertad de decisión), sí decidieron concurrir a las elecciones.
Por su parte, los partidos del Frente Popular acordaron mantener su alianza en estas elecciones, repetir en las candidaturas las mismas proporciones que habían acordado para las elecciones de febrero, al tiempo que declaraban su intención de apoyar a un único candidato a presidente de la República.
En la mayoría de las circunscripciones solo se presentaron dos candidaturas, una del Frente Popular, para las mayorías, y otra, para las minorías, encabezada por los pequeños partidos de oposición de derechas que sí habían decidido participar en las elecciones, mientras que en otras, el Frente Popular fue al «copo» de todos los compromisarios, en muchos casos, al no existir candidatura rival. Las tensiones en el interior del Frente Popular condujeron a situaciones excepcionales. Por ejemplo, en la provincia de Albacete, tras la elaboración de la candidatura del Frente Popular por parte de su comité provincial, los caballeristas presentaron una candidatura exclusivamente socialista incluyendo los dos candidatos ya presentes en la lista del Frente Popular a los que se unían tres miembros de las Juventudes Socialistas. En Almería, el Frente Popular se rompió, presentándose dos candidaturas: una únicamente republicana, con candidatos de Unión e Izquierda Republicana; y otra obrera, con candidatos socialistas y comunistas. Similar ruptura ocurrió en Ciudad Real, en tanto que en Oviedo Unión Republicana no participó en la candidatura frentepopulista.
Un aspecto adicional que alimentaba la abstención era la indefinición acerca de cuál era el candidato a presidente por parte del Frente Popular. Aunque Azaña era la única persona que concitaba apoyo suficiente por parte de los partidos del Frente Popular, su propio partido, Izquierda Republicana, se resistía a que su líder pasase a ocupar un puesto fundamentalmente protocolario, como el de presidente de la República, abandonando la presidencia del Consejo de Ministros. El mismo Azaña hubiera preferido que la presidencia de la República la ocupase Felipe Sánchez Román, pero la ausencia de su minúsculo partido, el Partido Nacional Republicano, del Frente Popular lo hacía inviable. Por otra parte, el ala caballerista del socialismo insinuaba la presentación de un candidato alternativo, tildando a Azaña de demasiado moderado: el exradicalsocialista Álvaro de Albornoz, propuesto pocos días antes de las elecciones por Claridad, el órgano de expresión del socialismo caballerista. Sin embargo, ningún grupo significativo siguió a los caballeristas y los apoyos a Azaña se suceden. Tras el rápido requerimiento de Unión Republicana, seguido reticentemente por Izquierda Republicana, se sucedieron los apoyos no solo desde dentro del Frente Popular (sindicalistas, como Ángel Pestaña, comunistas, como José Díaz, o socialistas, como Indalecio Prieto o Julián Besteiro) sino también entre algunos grupos derechistas (Miguel Maura, del Partido Republicano Conservador, José Martínez de Velasco, agrario, o Juan Ventosa Calvell, de la Lliga Catalana).

### Resultados
Las elecciones tuvieron lugar el 26 de abril, con una gran abstención (la participación no llegó al 40%). El triunfo frentepopulista fue arrollador, sin que, sin embargo, se tengan datos concretos sobre los resultados efectivos, ya que solo se conservan los datos, no completos, ofrecidos por la prensa de la época.
El Archivo General de la guerra civil española de Salamanca conserva las actas de las elecciones en cada circunscripción, incluyéndose los nombres de los elegidos, pero sin que figure su filiación política. Se elegían 473 compromisarios (el número de diputados del Congreso).
Los candidatos del Frente Popular y del Front d'Esquerres en Cataluña obtuvieron al menos 376 compromisarios. El Frente Popular obtuvo todos los compromisarios en el menos 28 circunscripciones, ya fuese porque era la única candidatura (Álava, Ávila, Cáceres, Cuenca, Guadalajara, Huelva, Málaga (cap.), Teruel o Vizcaya (cap.)) o porque consiguieron el «copo», esto es, no solo los puestos reservados a las mayorías, sino también los de las minorías. Solo en tres o cuatro circunscripciones (Palencia, Soria y Navarra; quizá también Burgos) las candidaturas del Frente Popular no fueron las ganadoras. En el caso navarro, la candidatura derechista (que incluía a tradicionalistas, radicales y la rama local de la CEDA) copó todos los compromisarios. Otras fuentes dan resultados ligeramente diferentes, sin que la variación sea significativa. Por ejemplo, Javier Tusell, citando los resultados publicados en Política (el portavoz oficioso de Izquierda Republicana), afirma que el Frente Popular habría obtenido 376 compromisarios por 62 de los partidos opositores. Julio Gil Pecharromán da 358 compromisarios al Frente Popular y 63 a la oposición.
| Elecciones a compromisarios, 16 de febrero de 1936  |                                                     |                                                                     |                                      |
| Partido                                             | Compromisarios (según El Sol y La Veu de Catalunya) | Compromisarios (según José María Gil-Robles, No fue posible la paz) | Compromisarios (según La Vanguardia) |
| Partido Socialista Obrero Español (PSOE)            | 136                                                 | 118                                                                 | 138                                  |
| Izquierda Republicana (IR)                          | 109                                                 | 107                                                                 | 117                                  |
| Unión Republicana (UR)                              | 55                                                  | 51                                                                  | 58                                   |
| Partido Comunista de España (PCE)                   | 32                                                  | 31                                                                  | 34                                   |
| Partido Republicano Conservador (PRC)               | 32                                                  | 27                                                                  | 40                                   |
| Esquerra Republicana de Catalunya (ERC)             | 19                                                  | 42 (Esquerra Catalana)                                              | 16                                   |
| Lliga Catalana                                      | 12                                                  | 15                                                                  | 10                                   |
| Partido Galeguista (PG)                             | 5                                                   | 5                                                                   | 5                                    |
| Partido Republicano Radical (PRR)                   | 5                                                   | 3                                                                   | 5                                    |
| Acció Catalana Republicana (ACR)                    | 5                                                   | - (Esquerra Catalana)                                               | 3                                    |
| Partido Republicano Democrático Federal (PRDF)      | 5                                                   | 2                                                                   | 3                                    |
| Comunión Tradicionalista                            | 3                                                   | 8                                                                   | 3                                    |
| Partido Sindicalista                                | 3                                                   | 3                                                                   | 3                                    |
| Esquerra Valenciana (EV)                            | 2                                                   | 2                                                                   | 2                                    |
| Partido Nacionalista Vasco (PNV)                    | 2                                                   | -                                                                   | -                                    |
| Unió de Rabassaires                                 | 2                                                   | - (Esquerra Catalana)                                               | 2                                    |
| Partido Obrero de Unificación Marxista (POUM)       | 2                                                   | - (Esquerra Catalana)                                               | -                                    |
| Partido Agrario                                     | 1                                                   | 1                                                                   | 2                                    |
| Confederación Española de Derechas Autónomas (CEDA) | 1                                                   | -                                                                   | -                                    |
| Unió Socialista de Catalunya (USC)                  | -                                                   | - (Esquerra Catalana)                                               | 3                                    |
| Independientes de derechas                          | 6                                                   | 4                                                                   | 4                                    |
| Republicanos de centro independientes               | -                                                   | 1                                                                   | 1                                    |
| Independientes de izquierdas                        | 2                                                   | -                                                                   | 5                                    |
| Agrarios de izquierdas                              | 1                                                   | 2                                                                   | 1                                    |
| Otros                                               | -                                                   | -                                                                   | 5                                    |
| Total                                               | 440                                                 | 422                                                                 | 460                                  |

### Control del proceso electoral por parte del Tribunal de Garantías Constitucionales
De acuerdo con lo establecido en los artículos 68 y 121 d) de la Constitución y de lo desarrollado en las leyes de 1 de julio de 1932, que regulaba la elección del presidente de la República, y de 17 de junio de 1932 del Tribunal de Garantías Constitucionales, era este organismo el encargado de actuar como administración electoral en el proceso de elección del presidente de la República (a diferencia de las elecciones a diputados en las que la administración electoral eran las propias Cortes), y proclamar los compromisarios elegidos y resolver las cuestiones que se planteasen.
La trayectoria de esta disposición en los debates constitucionales de 1931, como la relativa al procedimiento para elegir al presidente de la República, había sido tortuosa. En el anteproyecto de Constitución de la Comisión Jurídica Asesora se establecía que la máxima instancia de jurisdicción constitucional debía ser la administración electoral para las elecciones de diputados y senadores (los cuales, reunidos en Asamblea Nacional, debían elegir al presidente de la República). En cambio, el proyecto de Constitución de la comisión parlamentaria despojaba al tribunal constitucional de cualquier atribución electoral. La validez de las actas de los diputados debía ser abordada por el propio Congreso (algo que se mantuvo en la Constitución definitiva), en tanto que la elección del presidente, efectuada por sufragio universal, tampoco era supervisada por el Tribunal de Garantías Constitucionales. Finalmente, después de que el Congreso aprobase el modo definitivo en el que debía elegirse al presidente, surgió la cuestión de quién debía validar los resultados de las elecciones a compromisarios. Fue Niceto Alcalá Zamora quien sugirió que fuese el Tribunal de Garantías Constitucionales el encargado de ello.
El Tribunal de Garantías Constitucionales tuvo la ocasión de intervenir como instancia electoral en un único proceso. Realizadas las elecciones, el 4 de mayo el Tribunal aprobó primero los resultados remitidos por las juntas provinciales del censo cuyos resultados no habían sido recurridos por ninguna formación política (la mayoría), expidiendo las credenciales de los compromisarios electos.
Ese mismo día se examinaron las reclamaciones llegadas hasta ese momento, que se correspondían con las circunscripciones de Sevilla capital, Castellón, Ciudad Real y Navarra. En los cuatro casos se rechazaron por unanimidad las reclamaciones en la reunión posterior del 6 de mayo, una vez que cuatro miembros del Tribunal habían examinado los casos y emitido dictamen. El mismo 6 de mayo se aprobaron los resultados de otras cinco circunscripciones cuyos resultados no habían sido recurridos (Burgos, La Coruña, Santa Cruz de Tenerife, Cuenca y Cádiz), y se examinaron los datos de la última circunscripción donde se plantearon reclamaciones, la de Oviedo, acordándose en pleno descontar 810 votos a todos los candidatos correspondientes a algunas circunscripciones asturianas en las que habían sido declarados nulos, sin que tal decisión afectase a la elección de compromisarios declarados previamente por la Junta Provincial del Censo de Asturias.

## Elección de Manuel Azaña como presidente de la República

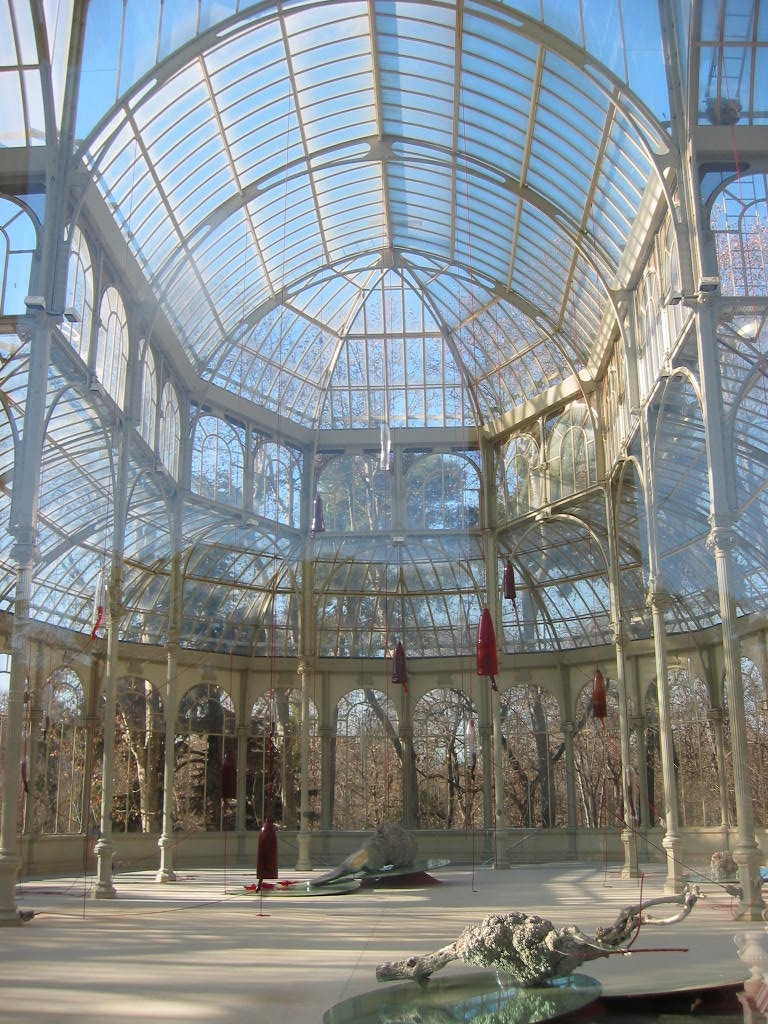
Interior del Palacio de Cristal del Retiro madrileño, donde tuvo lugar la sesión de la asamblea mixta de compromisarios y diputados donde se eligió al presidente de la República.

El Palacio de Cristal del Retiro fue el lugar elegido para la votación de la asamblea de diputados y compromisarios, que debía tener lugar el domingo 10 de mayo. El hemiciclo del Palacio de las Cortes no tenía capacidad suficiente acoger a la asamblea (que contaba con más de novecientos integrantes) y el pabellón de los cercanos Jardines del Retiro fue elegido en su lugar.
El 7 de mayo, el candidato a presidente, Manuel Azaña, había almorzado con Casares Quiroga, Indalecio Prieto, Fernando de los Ríos, Felipe Sánchez-Román, Miguel Maura y Agustín Viñuales. Por la tarde, Prieto se puso en contacto con el presidente interino de las Cortes, Luis Jiménez de Asúa, y poco después aquel comunicó a los periodistas, actuando como portavoz oficioso, que Azaña no provocaría una crisis de gobierno, llegando como presidente del Consejo a la elección del día 10. Al día siguiente, Azaña se reunió con los diputados y compromisarios de su partido para despedirse de ellos. El 9 de mayo se produjo la sesión preparatoria de la asamblea, presidida por Luis Jiménez de Asúa, cuyo cometido fue únicamente aprobar la constitución de la mesa de la asamblea, cuyos integrantes fueron designados por los diferentes grupos políticos del Frente Popular. Vicepresidentes: Emilio Baeza (Izquierda Republicana) y Francisco Martínez Dutor (PSOE); secretarios: Rodolfo Llopis (PSOE), Benigno Ferrer (PSOE), Miguel Mendiola (Unión Republicana) y Rodrigo Lara Vallejo (PCE). También se pasó revista a los nombres de los integrantes de la asamblea: 453 diputados (ya que 20, los correspondientes a Granada y Cuenca estaban pendientes de la repetición de las elecciones) y 464 compromisarios (los que presentaron en el Congreso la certificación de su elección). Finalmente se acordó cuál sería la distribución de espacios para la sesión del día siguiente: los representantes del Frente Popular a la izquierda de la presidencia, colocándose el resto a la derecha.
El parque fue cerrado al público, permaneciendo abiertas solo dos puertas, las de la plaza de la Independencia y la del paseo de Coches de la calle O'Donnell, para permitir el acceso en automóvil de los asistentes a la asamblea hasta el Palacio de Cristal, los cuales solo podían acceder si disponían del permiso correspondiente. El parque estaba vigilado por miembros de las fuerzas de seguridad. El Palacio de Cristal fue acondicionado especialmente para la ocasión. Se cerró la puerta principal, que da al lago, para colocar, dando la espalda a dicha puerta, el estrado presidencial. Enfrente, en forma de semicírculo, se colocó una gradería sobre la que se dispusieron 1 040 escaños. A la derecha de la presidencia se dispuso una tribuna para el público y el cuerpo diplomático, mientras que a la izquierda se situó la tribuna de prensa. En el exterior del palacio, el barman Perico Chicote instaló un bar al aire libre.
El 10 de mayo tuvo lugar la sesión en la que se eligió al nuevo presidente de la República. La asamblea estaba compuesta por 911 diputados y compromisarios, presididos por Luis Jiménez de Asúa, el presidente interino de las Cortes, de los que asistieron a la votación 847 representantes (no asistieron los monárquicos de Renovación Española, los tradicionalistas y algunos diputados de la CEDA). Jiménez de Asúa abrió la asamblea con una alocución dirigida a los «Compañeros diputados y compromisarios», terminándola con un «¡Viva la República!». Todos los asamblearios se pusieron en pie y secundaron el vítor, salvo los diputados de la CEDA, encabezados por Gil-Robles, que permanecieron de pie pero callados.
Azaña, único candidato, salió elegido por 754 votos de los 847 presentes. Obtuvieron también votos Alejandro Lerroux (1), Largo Caballero (1) y el general y exdictador Miguel Primo de Rivera (1), siendo el resto de los votos en blanco. Varias fuentes consignaron también dos votos para el dirigente socialista asturiano Ramón González Peña. Al cumplir los requisitos de los artículos 69 y 70 de la Constitución y haber obtenido los votos de más de la mitad más uno de los miembros de la Asamblea, fue proclamado presidente electo de la República.
Azaña fue apoyado, además de por los representantes de los partidos del Frente Popular y del Front d'Esquerres, por radicales y republicanos conservadores, centristas, Partido Nacionalista Vasco y Lliga Catalana. El cada vez más profundo enfrentamiento entre las distintas facciones del partido socialista se vio reflejado en el incidente que tuvo lugar a la salida de la asamblea, cuando los diputados y periodistas Zugazagoitia y Araquistáin (director el primero de El Socialista, el órgano de la Ejecutiva del PSOE, en manos de Prieto; el segundo, director de Claridad, órgano de la izquierda «caballerista»), se enfrentaron a puñetazos.
A pesar de ser diputado, Azaña no asistió a la asamblea. Tras el escrutinio, el mismo día 10, la mesa de la asamblea se desplazó a la Presidencia del Consejo de Ministros para comunicar a Azaña su designación, que fue aceptada. A continuación, la mesa regresó al Palacio de Cristal, comunicó a la Asamblea de diputados y compromisarios la aceptación por parte de Azaña y declaró la disolución de la Asamblea. Finalmente, la mesa acudió al Palacio Nacional para comunicarle al presidente interino, Martínez Barrio, la elección.
Esa misma tarde, Azaña le comunicó a Martínez Barrio su cese como presidente del Consejo de Ministros ante la inminencia de su toma de posesión como presidente de la República. Augusto Barcia, ministro de Estado, se hizo cargo de la presidencia del Consejo hasta la formación de un nuevo gobierno. El 11 de mayo, Manuel Azaña prometió su cargo ante las Cortes, con el boato y la ceremonia propios del evento. Esa misma noche, comenzó las gestiones para la formación de un nuevo gobierno.

## Formación de nuevo gobierno: renuncia de Indalecio Prieto a encabezarlo

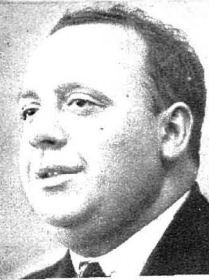
Indalecio Prieto en abril de 1931.

Existen discrepancias en los testimonios de los protagonistas y en el análisis de los historiadores, en referencia a si Prieto y Azaña habían pactado explícitamente una estrategia para que, tras el acceso del segundo a la presidencia de la República, el primero se encargase de formar gobierno (Cipriano Rivas Cherif, cuñado y amigo de Azaña, declararía ante las autoridades franquistas tras la Guerra Civi que lo que existía era un acuerdo tácito: «no había pacto alguno entre el futuro presidente de la República y el jefe socialista, pero sí una mutua estimación del puesto que cada uno debía ocupar»). Santos Juliá afirma que el fracaso de un gobierno exclusivamente republicano solo podía evitarse mediante la incorporación socialista al ejecutivo, pero no en posición subordinada como durante el primer bienio, sino ocupando la presidencia un socialista. El único capaz de convencer a los partidos republicanos de que colaboraran en un gobierno presidido por un socialista era Azaña, y el único socialista que concitaba el respeto de los republicanos era Prieto. Según Payne, «su buen sentido y su patriotismo habían atraído la atención de otros líderes en el centro e incluso en la derecha moderada».
Sin embargo, la posibilidad se enfrentaba a la oposición de los caballeristas, los cuales, aunque habían dimitido de sus puestos en la comisión ejecutiva del PSOE en diciembre de 1935, controlaban el sindicato (la Unión General de Trabajadores), las juventudes y la potente Agrupación Socialista Madrileña (ASM). Desde la revolución de 1934, Prieto había terminado de alejarse de las posiciones más radicales de Largo Caballero. Mientras éste sostenía en 1936 que la fuerza de la izquierda era bastante para oponerse a cualquier intento de golpe de Estado de la derecha y que el gobierno debía ser exclusivamente republicano, cumplir el programa del Frente Popular y dar paso a un ejecutivo exclusivamente socialista, Prieto, mucho más cauto, temía que la estrategia de los conservadores de constantes provocaciones, dentro y fuera de las Cortes, terminase con una sublevación militar y quería que la izquierda y los republicanos llevasen adelante el próximo gobierno. Ambas posturas se mantenían en toda su vigencia en abril y mayo de 1936. La elección de compromisarios y el nombramiento de Azaña como presidente, pasaba necesariamente por la elección de Prieto como jefe de Gobierno.
La posición de Prieto sobre su disposición a presidir el ejecutivo y los temores que albergaba respecto al futuro de la República por la amenaza de un golpe de Estado, se pusieron de manifiesto pocos días antes de elegirse a Azaña. El Primero de Mayo, Prieto dio un mitin en Cuenca con ocasión de la segunda vuelta de las elecciones de febrero en las circunscripciones cuyos resultados habían sido anulados por la Comisión de Actas en el que planteó, de hecho, su candidatura a presidente del Gobierno, y un amplio programa de gobierno denunciando las provocaciones de la derecha y el desorden de la izquierda, el control de los elementos más reaccionarios del ejército, el desarme de los grupos fascistas, así como un ambicioso proyecto de desarrollo de obras públicas. Precisamente en la circunscripción de Cuenca se había intentado presentar el general Francisco Franco en sustitución de Manuel Casanova Carrera para garantizarse una salida civil en caso de fracasar el planeado golpe de Estado que al final llevó a cabo en julio, pero no prosperó, convencido por Serrano Suñer de que si perdía, sería una humillación. Prieto, que había estado preocupado por el posible uso que el general podía hacer del escaño como plataforma golpista, diría en el mitin: «el general Franco, por su juventud, por sus dotes, por la red de sus amistades en el ejército, es hombre que, en un momento dado, puede acaudillar con el máximo de probabilidades un [movimiento subversivo] de éste género». Según Vidarte, «Prieto estaba en aquel momento en el cénit de su popularidad entre los republicanos. El programa de gobierno expuesto en el mitin de Cuenca el primero de mayo había sido visto por grandes sectores de opinión como la única esperanza de salvación para la profunda crisis política que atravesábamos».
La oposición caballerista había comenzado durante la campaña electoral de las elecciones a compromisarios, cuando habían defendido la candidatura de Álvaro de Albornoz a la presidencia de la República, que no llegó a materializarse al carecer de cualquier tipo de apoyo más allá de la corriente de la izquierda socialista. El 6 de mayo, la ASM, controlada por los caballeristas, aprobó un acuerdo en el que declaraban roto el Frente Popular si la ejecutiva del partido (dominada por Prieto) aceptaba entrar a formar parte del gobierno. Al día siguiente, la comisión ejecutiva de la UGT aprobaba una resolución en el mismo sentido. Durante un receso de la sesión de la asamblea el mismo día 10 de mayo, un grupo de compromisarios socialistas valencianos distribuyeron a la prensa un documento en el mismo sentido («Cualquier intento de hacernos compartir responsabilidades de gobierno [..] lo consideraríamos un atropello intolerable e imperdonable al pacto del Frente Popular»).
Tras la Guerra Civil, Prieto dio versiones contradictorias sobre el encargo de Azaña para formar gobierno. Mientras que en 1940 Prieto había escrito, en la necrológica del presidente de la República, que este le había encargado ser el presidente del Gobierno, en 1959 aseguró que Azaña nunca tuvo realmente interés en que formase gobierno. Los historiadores dan crédito a la primera versión. Lo que se conoce es que el 11 de mayo Azaña comunicó oficiosamente a Prieto su decisión de que formase gobierno. Según comentó confidencialmente tras la reunión el propio Prieto a algunos de sus compañeros de la ejecutiva del PSOE, le habría comunicado a Azaña sus planes de gobierno, así como sus temores de que la minoría parlamentaria rechazase su participación en el gobierno. Pero cuando se convocó la reunión del grupo parlamentario socialista el día 12 por la mañana, los caballeristas declararon su apuesta por un gobierno exclusivamente republicano, con 49 votos en contra de la participación socialista en el gobierno y 19 a favor. Prieto, lejos de argumentar sus razones (por otra parte conocidas desde hacía tiempo), calló, por haber querido contar también con el apoyo del sector más izquierdista del partido para el proyecto y por no provocar, forzando una reunión del consejo nacional del partido (que debía decidir en caso de discrepancia entre la comisión ejecutiva o la minoría parlamentaria) o una votación que podía ganar en las Cortes, la ruptura del PSOE. Todo ello a pesar de que Azaña no había condicionado su ofrecimiento al apoyo unánime el partido socialista y de que sus propios compañeros de ejecutiva le rogaron que asumiera la presidencia a pesar de todo. No obstante, Prieto recibió a las dos de la tarde la proposición por parte de Azaña, que declinó. Con este fracaso, sería Casares Quiroga el encargado finalmente de formar gobierno.
Posteriormente, Araquistáin, el ideólogo del «caballerismo», afirmó que la deposición de Alcalá Zamora y su cambio por Azaña fue un plan maquiavélico de la izquierda socialista para eliminar a Azaña de la presidencia del Gobierno y reemplazarlo por una figura más débil que no fuese capaz de contener a los revolucionarios, dando paso a un gobierno totalmente obrero. Estas afirmaciones no son tenidas muy en cuenta por los historiadores, especialmente teniendo en cuenta que fue Prieto y no Largo quién gestionó todo el asunto.
La imposibilidad de Prieto de formar gobierno se ha valorado por los historiadores como un fracaso en la posibilidad de poner coto al alzamiento militar inminente (si bien la mera destitución de Alcalá Zamora puso en contra del régimen a personalidades que hasta entonces lo apoyaban, como Queipo de Llano, consuegro del presidente). Prieto afirmó en sus memorias que su nombramiento era una posibilidad «remota o, cuando menos, improbable» y que, en cualquier caso, la ruptura del Partido Socialista con una mayoría de Cortes republicana y parcialmente socialista apoyando el gabinete y una minoría socialista enfrente hubiera precipitado los acontecimientos. Contemporáneamente, Martínez Barrio lo consideró como una oportunidad perdida porque la sociedad esperaba un presidente de Consejo socialista encarnado en Prieto que era un político, en aquel momento, muy valorado. Así también lo señalaba Miguel Maura como un componente básico que se encontraba en el seno de la alianza para la elección de Azaña y cuyo fracaso resultó clave para la sublevación. Preston considera erróneo el planteamiento de Prieto porque conocía con antelación la posición de Largo Caballero —opinión compartida por Santos Juliá— y que debió enfrentarse a éste antes de colocar a Azaña en la presidencia, y que la posición de Largo Caballero y la imposibilidad del PSOE de ponerse detrás de Prieto «resultó más trágico todavía a la luz de la ineficacia de Casares Quiroga». Helen Graham ha recogido algunas valoraciones que apuntan a que esta rendición del Prieto sin plantar batalla al caballerismo sería el «primer indicio de sus graves deficiencias como político, el miedo a aceptar responsabilidades políticas de envergadura por el miedo de fracasar».

## Historiografía

Estandarte presidencial de Manuel Azaña.

Aunque la historiografía sobre la Segunda República Española ha prestado gran atención a las circunstancias que rodearon la destitución de Alcalá Zamora, su reemplazo por Azaña y el fracaso de Prieto para formar gobierno, en general han prestado mucho menos a la elección de compromisarios de abril de 1936.
Aunque existen estudios parciales de ciudades (como Madrid) y provincias (Albacete, las provincias vascas, Navarra, Jaén...), no hay ninguna monografía global sobre estas elecciones, incluso en el marco de todos los procesos electorales celebrados durante el periodo republicano. La historiografía profranquista, como la personificada por Joaquín Arrarás en Historia de la Segunda República Española (tomo IV, pg. 148), apenas menciona que se llevaron a cabo las elecciones y que hubo una gran abstención. En el mismo sentido se pronuncia el hispanista estadounidense Stanley Payne en La revolución española (pg. 199). Un único párrafo le dedica a las elecciones en La primera democracia española: la Segunda República, 1931-1936.. Texto en línea (en inglés) disponible en Payne, 1993, p. 321</ref> Por su parte, ni Gabriel Jackson (que dedica un apéndice de La República española y la guerra civil a los procesos electorales del periodo republicano), ni Tuñón de Lara, ni Broué mencionan este proceso en sus obras dedicadas a la Segunda República. Se ha apuntado como razón para este desinterés el hecho de que el boicot llevado a cabo por los partidos conservadores produjo que no existiera lucha electoral en casi ninguna provincia.